# Jodi
Jodi ou jodi.org est un collectif d'artistes composé de deux net-artistes : la Néerlandaise Joan Heemskerk (née en 1968) et le Belge Dirk Paesmans (né en 1965). Ils vivent et travaillent à Dordrecht aux Pays-Bas et sont des figures emblématiques de l'art en ligne. Leur expérience professionnelle est en photographie et en art vidéo ; depuis les années 1990, ils ont commencé à créer des œuvres d'art originales pour le World Wide Web. Quelques années plus tard, ils ont également commencé à travailler avec l'art logiciel et la modification de jeu de l'ordinateur artistique. Leur œuvre d'art la plus connue est leur site web www.jodi.org, qui est un paysage complexe composé de dessins réalisés en HTML.
En 1999, ils ont commencé par modifier des vieux jeux vidéo tel que Wolfenstein 3D pour créer de l'art mods comme SOD. Leurs efforts ont été célébrés en 1999 par les Webby Awards où ils ont gagné le premier prix dans la catégorie « net-art ». Les membres de Jodi ont utilisé leur discours de remerciement en 5 mots (une tradition des Webby Awards) pour critiquer l'événement avec les mots « Ugly Commercial, sons of bitches ». De nouvelles modifications de jeux vidéos ont rapidement suivi avec Quake, Jet Set Willy, et la dernière, Max Payne 2 (2006) pour créer un nouvel ensemble d'art games. L'approche de Jodi pour modifier des jeux est comparable à bien des égards au déconstructivisme dans l'architecture, parce qu'ils démonteraient le jeu jusqu'à ses éléments de base, et le remonteraient de façon contre-intuitive. Dans l'une de leurs modifications de Quake les plus connus, le joueur se trouve à l'intérieur d'un cube fermé avec des motifs tourbillonnants noirs et blancs sur chaque côté. Le motif est le résultat d'un glitch dans le moteur de jeu découvert par les artistes, sans doute par tâtonnement ; il est généré en live pendant que le moteur Quake tente puis échoue à visualiser l'intérieur d'un cube tapissé d'un damier à carreaux noirs et blancs.
Depuis 2002, ils sont dans ce qui a été appelé leur période de « Captures d'écran », en faisant des vidéos de l'enregistrement de l'écran de l'ordinateur alors qu'ils travaillent, jouent à des jeux vidéo, ou codent. La période des « Captures d'écran » de Jodi a commencé avec une installation de My%Desktop (2002), qui a été présentée dans le Plugin Media Lab in Basel. L'extrait semblait représenter les ordinateurs mammoth Mac OS 9 qui exécutaient amok : les fenêtres qui s'ouvraient tombaient en cascade à travers l'écran, les messages d'erreur criaient, et les fichiers se répliquaient sans cesse. Mais ce n'était pas un ordinateur détraqué : c'était l'utilisateur de l'ordinateur qui était détraqué. Pour faire cette vidéo, Jodi a cliqué et attrapé et relâché si frénétiquement qu'il semblait qu'aucun être humain ne pouvait être responsable d'un tel chaos. Tandis que les graphismes explosaient à travers l'écran, le spectateur se rendait peu à peu compte que ce qui avait d'abord semblé être une erreur informatique était en fait le travail d'un homme irrationnel, joueur, ou fou.
« Le travail de JODI souligne l'anarchie innée du médium qu'est Internet, un espace que nous avons appris à reconnaître comme public, mais que le duo mine et ajuste constamment à ses propres fins. »

### Liens vers des œuvres
- http://404.jodi.org/ - autour de l'erreur 404